# Lucius Artorius Castus
Lucius Artorius Castus war ein römischer Offizier im 2. Jahrhundert n. Chr., der laut einer Theorie der historische Ausgangspunkt der Sage von König Artus sein soll.

## Leben
Die militärische Laufbahn des Artorius Castus ist aufgrund von zwei Inschriften bekannt, die in Dalmatien (kroatische Küste) in der Nähe von Split gefunden wurden. Die längere steht auf seinem Sarkophag, der verbaut in einer antiken Villa gefunden wurde, die Castus möglicherweise als procurator bewohnte. Die zweite, kürzere Inschrift findet sich auf einem Gedenkstein. Es hat sich außerdem ein Bronzesiegel eines Lucius Artorius Castus erhalten, der wohl mit diesem identisch ist. Es stammt wohl aus Dalmatien und befindet sich jetzt im Louvre.
Mehrere andere Mitglieder der gens Artoria sind in der römischen Kaiserzeit als Angehörige des equester ordo belegt. Wie sie dürfte Lucius Artorius Castus aus Kampanien gestammt haben, einer Region in Süditalien. Er begann allerdings keine equestrische Laufbahn, sondern diente, was nicht ungewöhnlich war, zunächst als Centurio bei mehreren Legionen, zuerst der Legio III Gallica, dann der Legio VI Ferrata in Judäa, der Legio II Adiutrix und schließlich der Legio V Macedonica, die vor allem im heutigen Bulgarien, Serbien und Albanien tätig war und in der er auch zum Primus Pilus befördert wurde. Wahrscheinlich bekämpfte er 172 unter Mark Aurel mit der Legio V Macedonica die sarmatischen Iazygen nördlich der Donau-Mündung. Danach wurde er zum praepositus der Flotte von Misenum ernannt, gefolgt von einer Position als praefectus in der Legio VI Victrix.
Diese Legion war seit 122 in Britannia stationiert. Zwischen 180 und 185 erlitten die Römer große Verluste am Hadrianswall und einige Zeit später revoltierte und zerfiel die Legio VI Victrix. Im Gegensatz zu anderen Verantwortlichen der Legion, die exekutiert oder in andere Gebiete geschickt wurden, wurde Castus, der sich offenbar bewährt hatte, 185 zum dux ernannt und nach Aremorica (oder nach Armenien?) geschickt. Einige Zeit später beendete er seinen Kriegsdienst und wurde ziviler Prokurator von Liburnia, einem Teil von Dalmatien, mit einem Gehalt von 100.000 Sesterzen. Danach ist nichts mehr über ihn bekannt.

## Möglicher Ausgangspunkt der Artus-Sage
Die Möglichkeit, dass Artorius ein Vorbild für König Artus sei, wurde zum ersten Mal 1924 von Kemp Malone geäußert. In neuerer Zeit wird sie vor allem von Linda Malcor vertreten, von vielen Forschern aber auch komplett abgelehnt. Die Vereinigung der britischen Stämme zu einer Ur-Nation, für die Artus später so geschätzt wurde, könnte also auch nur auf die gewaltsame Befriedung des Landes im 2. Jahrhundert hinweisen. Oder die „Barbaren“ bissen sich an den sarmatischen gepanzerten Lanzenreitern in römischen Diensten die Zähne aus, so dass sie keine Kraft mehr hatten, sich weiter untereinander zu bekämpfen. Möglicherweise begruben sie ihre Fehden auch für eine Weile und wandten sich einem gemeinsamen, größeren Gegner zu.
Ein anderer Ansatz ist die Annahme, dass Artorius einfach als besonders erfolgreicher Feldherr in Erinnerung blieb, um den sich schließlich Legenden bildeten, die vor allem bei den sarmatischen Hilfstruppen, die er kommandiert hatte und die im Unterschied zu ihm im Land blieben, weitergetragen wurden.
Nach dieser insgesamt sehr umstrittenen These bildete Artorius also nur die allererste Grundlage der Artus-Sage, und Artorius/Artus mit seinen Getreuen stand ironischerweise gar nicht auf keltischer Seite – falls nicht der Römer Artorius früh zu einem Idol der romanisierten Kelten geworden war, die ihn als Verteidiger gegen die Picten und Scoten verehrten. Er lieh König Artus, in dessen Figur auch noch diverse weitere historische und mythische Vorbilder einflossen, dann wenig mehr als seinen Namen. Das Ritterliche und Christliche an der späteren Artus-Geschichte wurde dann in jedem Fall erst im Mittelalter hineingelesen und in zahlreichen Artusromanen fortgeschrieben.

## Nachleben in Film und Literatur
Der US-amerikanische Abenteuerfilm King Arthur unter der Regie von Antoine Fuqua aus dem Jahr 2004 greift die Thesen vom Zusammenhang zwischen Castus und Artus und den berittenen sarmatischen Hilfstruppen und den Rittern der Tafelrunde auf. Im Film ist Artus der römische Offizier Artorius Castus, der eine sarmatische Reitereinheit befehligt und später nach der Zerschlagung einer Sachseninvasion und dem Rückzug der Römer König von Britannien wird. Die Handlung des Films ist allerdings vom 2. Jahrhundert ins 5. verlegt worden, der Protagonist Artus soll ein Nachkomme oder Amtsnachfolger des historischen Lucius Artorius Castus sein und ist Sohn eines Römers und einer keltischen Piktin, was im Falle des wirklichen Artorius unwahrscheinlich ist.